# Argyrosticta aroa
Argyrosticta aroa là một loài bướm đêm trong họ Noctuidae.